# Constantijn VI van Constantinopel

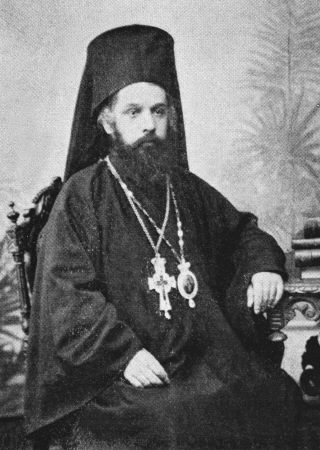
Constantijn VI

Constantijn VI (Grieks: Κωνσταντίνος Στ') (Prusa, 1860 - Athene, 28 november 1930) was van 17 december 1924 tot 22 mei 1925 patriarch van Constantinopel.
Patriarch Constantijn VI werd geboren in 1860 in het Turkse Prusa geboren als Konstantinos Arapoglou. Na het vrij onverwachte overlijden van patriarch Gregorius VII werd hij in 1924 verkozen als een tijdelijke overgangspatriarch. Toen hij één jaar later door de Turkse republikeinse partij naar Griekenland werd verbannen, legde hij zijn ambt neer. Hij werd opgevolgd door patriarch Basilius III.
Patriarch Constantijn VI stierf in ballingschap in Athene in 1930.